# Malarina cardwell
Malarina cardwell är en spindelart som beskrevs av Davies och Christine Lynette Lambkin 2000. Malarina cardwell ingår i släktet Malarina och familjen Amphinectidae.
Artens utbredningsområde är Queensland. Inga underarter finns listade i Catalogue of Life.